# Seriphidium junceum
Seriphidium junceum là một loài thực vật có hoa trong họ Cúc. Loài này được (Kar. & Kir.) Poljakov miêu tả khoa học đầu tiên năm 1961.